# Shorty Baker
Harold Baker, detto Shorty (Saint Louis, 26 maggio 1914 – New York, 8 novembre 1966), è stato un trombettista statunitense.

## Biografia
Dopo iniziali studi alla batteria passa alla tromba che sarà il suo strumento principale, debuttò nella natia St. Louis in un'orchestra locale capeggiata dal fratello Winfield Baker (trombonista).
Dopo altri studi musicali, suonò con Erskine Tate a Chicago.
Nuovamente a St. Louis fece parte, dal 1932 al 1933, del gruppo Cracker Jacks il cui leader era il pianista Eddie Johnson (1912-1996) per poi ritornare nell'orchestra del fratello (e di Chick Finney).
Successivamente, dal 1936 al 1938, suonò con Don Redman per poi far parte per breve tempo (1938) della band di Duke Ellington e nel 1939 in quella di Teddy Wilson.
Nel 1940 viene ingaggiato nell'orchestra di Andy Kirk dove conosce e sposa la pianista Mary Lou Williams.
Dal 1942 al 1944 fu nuovamente membro dell'orchestra di Duke Ellington per poi prestare servizio militare, in seguito ritornò nuovamente col Duca fino al 1952.
Dopo il 1952, e fino alla sua morte, si dedicherà all'attività di sideman a New York, suonando tra gli altri con: Teddy Wilson, Johnny Hodges, Ben Webster, Claude Hopkins, Bud Freeman, Dick Vance e saltuariamente con Duke Ellington.
Tra i suoi pochi album pubblicati come leader o co-leader, da segnalare quello registrato assieme al trombettista Doc Cheatham (Shorty & Doc).
Nel 1964 diresse un quartetto, attività bruscamente interrotta a causa di una malattia (cancro alla gola).

## Discografia

### Album (Leader/Co-leader)
- 1958 - The Broadway Beat (King Records, KSD 608) a nome Harold Baker Quartet
- 1961 - The Bud Freeman All-Stars Featuring Shorty Baker (Swingville Records, SVLP 2012)
- 1961 - Shorty & Doc (Swingville Records, SVLP 2021)

Album collaborativi
'Art Farmer, Ernie Royal, Charlie Shavers, Emmett Berry, Harold Baker
- 1957 - Trumpets All Out (Savoy Records, MG 12096)